# 藪医者

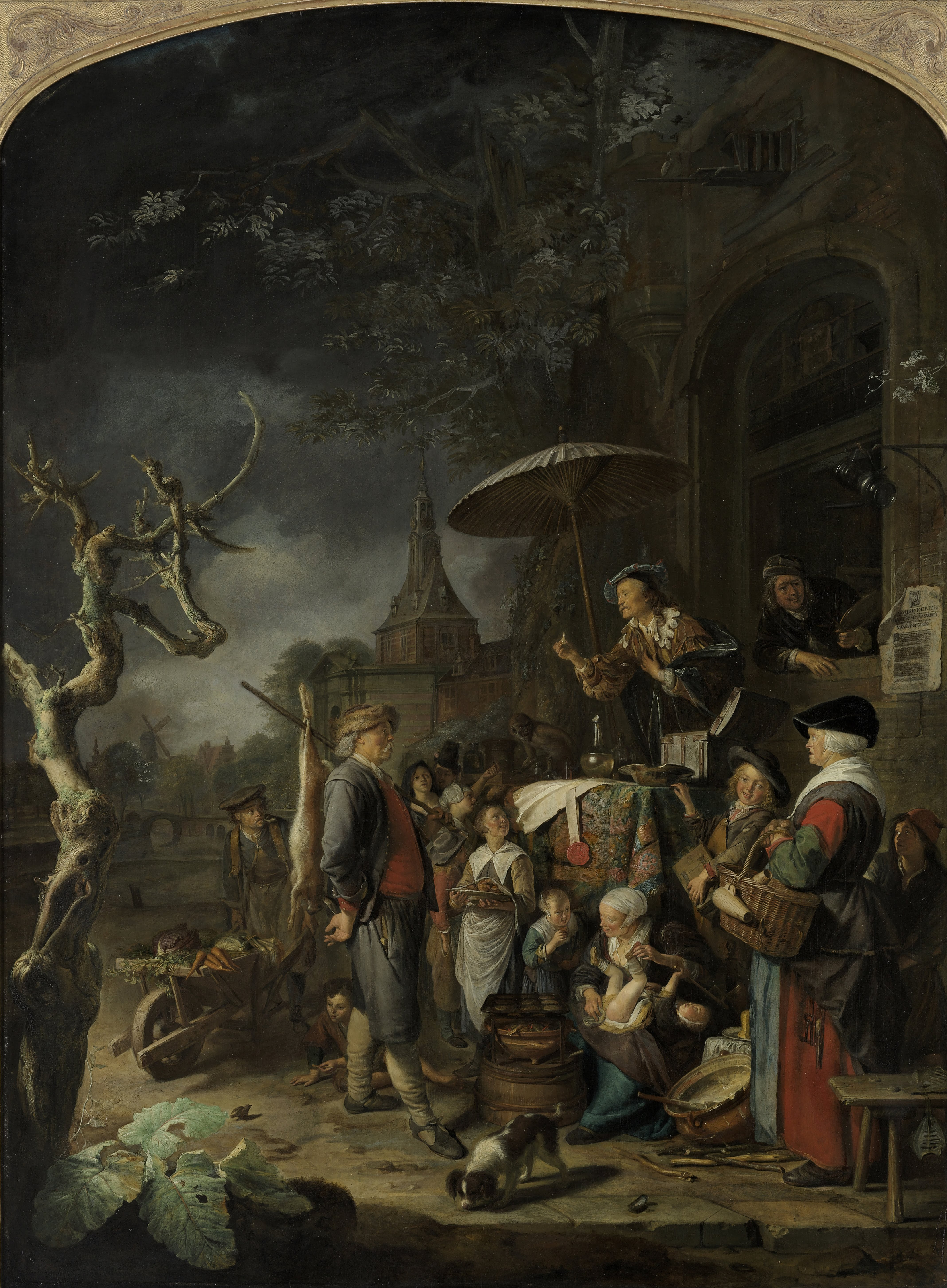
『藪医者』作：ヘラルト・ドウ。オランダ語：kwakzalverは、偽医者・詐欺師の意。英語でのタイトルは『The Quack Doctor』。ライデン市外の市場での様子で、傘の下の薬売りが薬らしきものを宣伝している。机には大仰な封蝋がなされていた証明書らしきもので箔をつけている。テーブルには同時にサルが乗っており、これは騙される客を示している。薬売りの背後には画家自身が乗り出して、壁から剥がれた紙を見つめている。

藪医者（やぶいしゃ）は、適切な診療能力や治療能力を持たない医師・歯科医師・獣医師を指す俗称・蔑称。同義語に加減医者（）、薮医（）、庸医（）がある。古くは1422年に「藪医師」、1283年に「藪薬師（）」の記録がある。藪と略される場合もある。

## 語源
語源については、諺「藪をつついて蛇を出す」（余計なことをしてかえって事態を悪化させる）からとする説、「薮柑子」「薮茗荷」「薮連歌」など、似て非なるものに「薮」の字を冠するところからとする説や、腕が悪くて普段は患者の来ない医者でも、風邪が流行って医者の数が足りなくなると患者が押し寄せ忙しくなることから、「かぜ（風）で動く＝藪」という説もある。
「藪のように見通しがきかない」医者という説も存在し、この説に基づき、藪以下の全く見通しのきかない未熟な医者を「土手医者」と呼ぶこともある。また藪医者以下のひどい医者のことは、「やぶ医者にも至らない」「藪にも至らない」という意味を込めて「筍（たけのこ）医者」と呼ぶこともある。
藪医者を人名になぞらえて、「藪井竹庵」（やぶい ちくあん）とも言い、落語などで藪医者を登場させるとき、この名を用いることがある。

### 野巫
「野巫」（やぶ）とは、田舎に住んで、占い、呪術、まじないや悪霊祓いなどを職業とする霊能者のこと。
白杉悦雄によれば、藪はもともと仏教語の野巫の当て字であり、織田得能『仏教大辞典』に、野巫とは「草野の巫師。唯一術を解するもの、以て寡聞の禅人に譬える」とある。出典は智顗『摩訶止観』で、「又野巫の如きは、唯だ一術を解して、方に一人を救い、一の脯胖を獲。何ぞ神農本草を学ぶことを須いんや。大医と為らんと欲せば、遍く衆知を覧て、広く諸疾を療せよ。転た脈し転た精しく、数しば用い数しば験あれば、恩救博し」（『摩訶止観』巻七下）とある。つまり「ただ一つの術」しかわかっていないものが「野巫」である。日本で広く使われるようになったのは何時のことか明らかでないが、『庭訓往来』に「藪薬師」という言葉（藪医者に同じ）が見えることから、十四世紀末から十五世紀頃を目安としてよいだろう、という。そして寺島良安『和漢三才図会』（1713）にいたって、「一般に庸医を野巫医と称するが、その呼び方は天台止観から出ているという。思うに、野巫とは祭主の卑賤なもののこと、唯一つの術だけを解し、一人だけを救い、それで自分の療法はすぐれていると考える類である。大医になろうと志すものは、ひとえにいろいろな治療を覧、広くいろいろな疾を治療し、こうして道を体得するべきである」（巻七）と記される。（白杉悦雄「庸医ー江戸時代の民間医師ー」『東と西の医療文化』思文閣出版所収）

### 養父
森川許六が1706年に編んだ『風俗文選』では、汶村による『藪醫者ノ解』において、「養父」（やぶ）が語源とする説が述べられている。それによると、但馬国の養父に住んでいたという評判の名医が語源であり、本来は名医を指す言葉であったという。現在の養父に当たる兵庫県養父市は、その名声を悪用して「養父医者の弟子」を騙る者が現れたことで「養父医者」の評判が悪くなり、「藪医者」に変化したのではないかと話している。また、件の名医とは養父出身の旗本である長島的庵（1647年頃-1723年頃）ではないかとしている。ただし、蔑称としての「藪」の字は更に古くから使われており、養父説は学問的には支持されていない。
養父市ではこの説にちなみ、僻地医療活動を行う若手医師を対象にした「やぶ医者大賞」を2014年から行っている。

## 西洋
藪医者は英語で quack doctor という。quackという語は、いんちきなどの意味を持つ。この語源は古オランダ語の薬売り（古：quacksalver 現代オランダ語：Kwakzalver、日本語での読み：クアックサルバー）から来ており、彼らが声高に有効性が明らかにされてない薬を喧伝して販売したことから来ており、現代のオランダ語では「いんちき薬売り、いんちき医者」の認識でも使われる。quacksalver の最初の語だけを残して切り捨て略語としたのが quack である。
- オランダ語で医師は Arts、dokter/dokteres、ラテン語由来の medicus/medica という。古風な表現としては、geneesheer という語がある。
- フランス語やイタリア語では、藪医者を シャルラタン（ charlatan ）と呼ぶ。この語源は、イタリアの自治体チェッレート・ディ・スポレートに住む人々が薬の行商人を多数送り出していたからである[10][11]。

### 文化
- 『藪医者』（原題：De kwakzalver（オランダ語版） 1652年）by ヘラルト・ドウ
- クアックサルバー（英語版） - 2018年から販売されているボードゲーム。同年、ドイツ年間ゲーム大賞のエキスパート賞を受賞。日本語版も重版され販売されている。

#### 17世紀ヨーロッパのクアックサルバー絵画

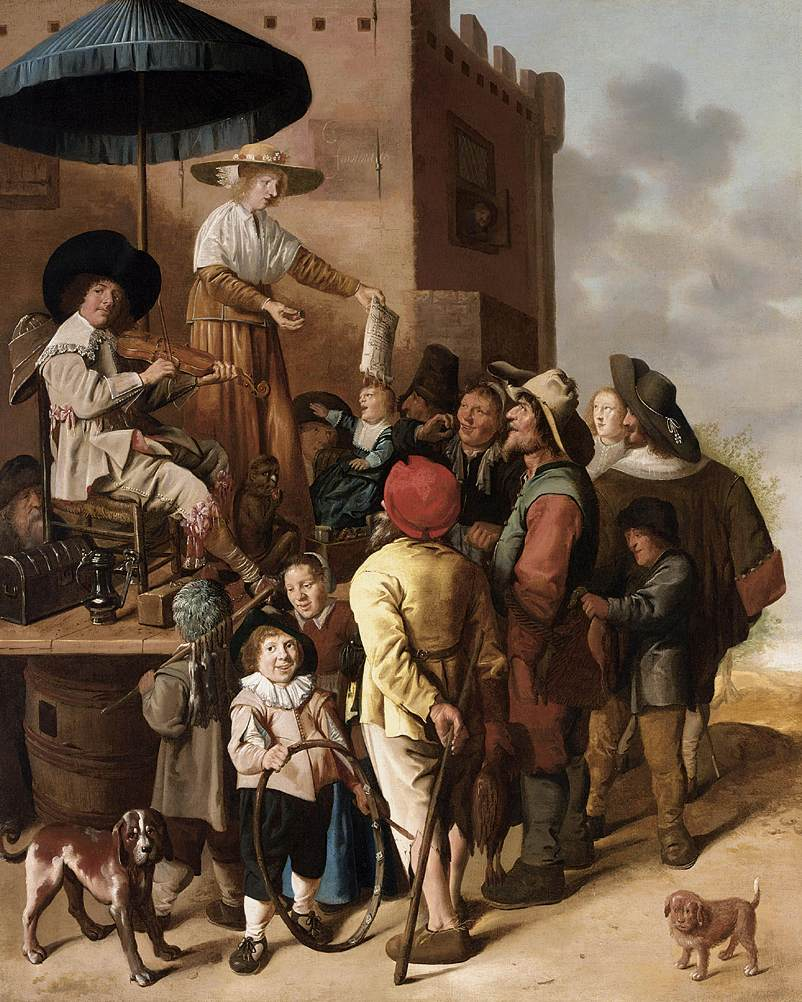
作：ヤン・ミーンセ・モレナール, 1630年ごろ
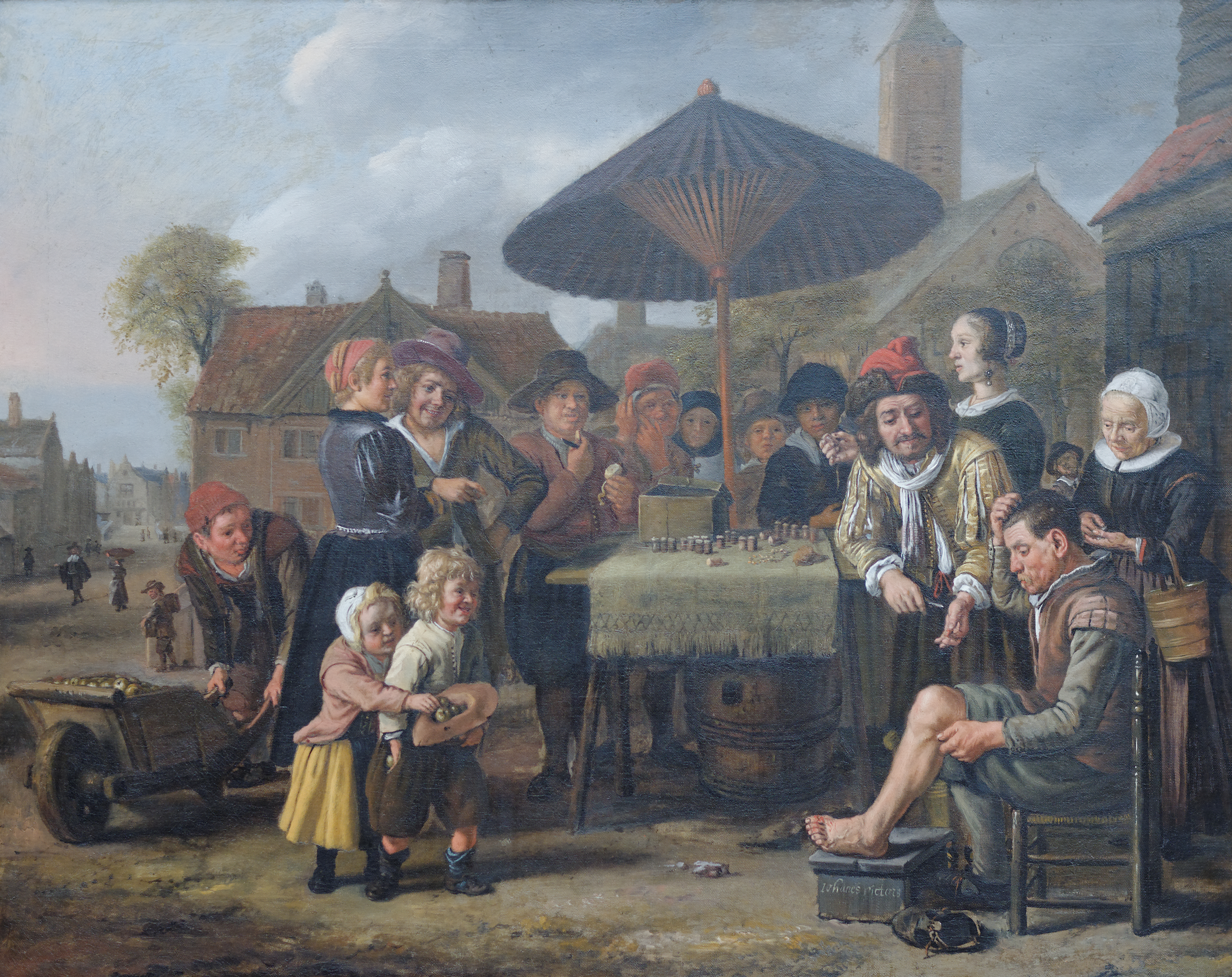
作：ヤン・フィクトルス, 1650代
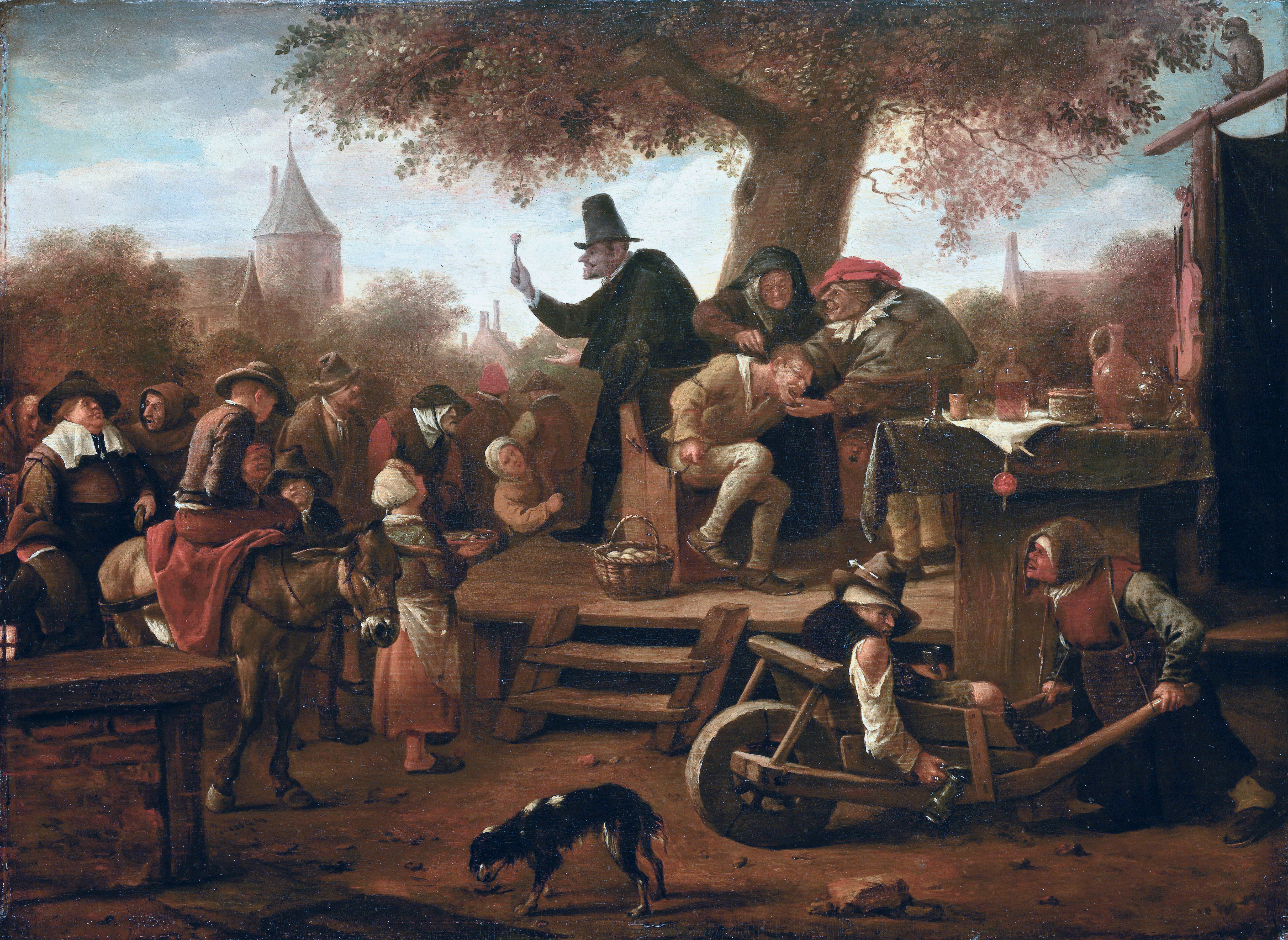
作：ヤン・ステーン, 1650代